# Prâslea cel voinic și merele de aur
Prâslea cel voinic și merele de aur este un basm popular românesc cules de Petre Ispirescu și inclus în colecția Legende sau basmele românilor. 
Acesta i-a fost povestit scriitorului de către tatăl său și a fost întâia oară publicat în 1862, în Țăranul român.

## Sinopsis
„Era odată un împărat puternic și mare și avea pe lângă palaturile sale o grădină frumoasă, bogată de flori și meșteșugită nevoie mare! Așa grădină nu se mai văzuse până atunci, p-acolo. În fundul grădinei avea și un măr care făcea mere de aur și, de când îl avea el, nu putuse să mănânce din pom mere coapte, căci, după ce le vedea înflorind, crescând și pârguindu-se, venea oarecine noaptea și le fura, tocmai când erau să se coacă. Toți paznicii din toată împărăția și cei mai aleși ostași, pe care îi pusese împăratul să pândească, n-au putut să prinză pe hoți.”

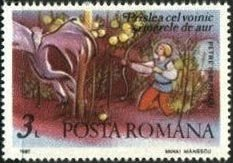
Timbru cu Prâslea din 1987

În acest basm este vorba de un împărat cu trei feciori care avea în grădină un măr cu mere de aur. Dar niciodată nu gustase împăratul din acele mere deoarece de fiecare dată venea un hoț și le fura. După încercările feciorilor mari de a prinde hoțul, a urmat și feciorul cel mic. Noaptea, acesta a găsit o cale să nu adoarmă iar când se auzea ceva, imediat trecea cu săgeata. Dimineața următoare, Prâslea luă câteva mere și le duse împăratului.
Apoi, cei trei frați au pornit după hoțul de mere de la urma de sânge. Ajungând la o prăpastie, doar Prâslea coborâse în ea. Acolo găsise un palat de aramă. Intrând în el, feciorul văzu o fată care fusese răpită împreună cu cele două surori ale ei de trei zmei care voiau să le ia de soții.
Feciorul i-a înfruntat pe primii doi zmei și apoi se îndrepta spre palatul de aur unde locuia ultimul zmeu și hoțul merelor de aur. Fetele salvate de Prâslea au fost scoase din prăpastie de frații lui mai mari. După aceea cei doi feciori mai mari le-au dus pe fete la împărat și s-au cununat.
În acel moment, Prâslea rămase singur în prăpastie. După ce a învins și ultimul zmeu, feciorul văzu un balaur care ataca niște pui de zgripțuroaica. A doborât balaurul, iar zgripțuroaica, drept mulțumire, l-a dus pe băiat pe tărâmul lui.
Acolo, acesta află că fetele cele mari se măritaseră cu frații lui, iar fata cea mică se va mărita cu cel care îi va aduce o furcă cu caierul și fusul de aur care să toarcă singură. Auzind asta, Prâslea merge la argintarul împăratului care avea un caier și un fus de aur, cel de la zmeu.
Argintarul când duse caierul și fusul de aur, fata își dădu seama că Prâslea a ieșit din prăpastie. Aceasta mai ceru o cloșca cu puii de aur. Argintarul aduse și cloșca cu puii  iar fata își dădu seama că tot Prâslea a fost. Prințesa ceru argintarului să-l aducă pe meșterul obiectelor de aur. Când apare  Prâslea, și fata, și împăratul l-au recunoscut. După ce s-au îmbrățișat, feciorul le-a povestit tot ce s-a întâmplat. Atunci au venit și frații lui Prâslea. Cum i-a văzut, împăratul s-a și supărat.
Prâslea i-a iertat și a zis că pedeapsa o să o primească de la Dumnezeu. Cei trei feciori ieșiră la poarta palatului și fiecare aruncă o săgeată cu arcul, iar când căzură, săgețile feciorilor mai mari le-au venit direct în creștetul capului și i-a omorât  dar pe Prâslea nu-l săgetă săgeata. Împăratul îi înmormântă pe feciorii omorați iar prințesa ce mică s-a căsătorit cu Prâslea.

## Variante

### Azerbaidjan
O poveste similară există în folclorul azer: într-o poveste veche despre Malik Mammad, fiul unuia dintre cei mai bogați regi din Azerbaidjan, regele avea o grădină mare. În centrul acestei grădini se afla un măr magic care dădea mere în fiecare zi. Un uriaș pe nume Div fura toate merele în fiecare noapte. Regele l-a trimis pe Malik Mammad și pe frații săi mai mari să se lupte cu gigantul. În cursul acestei povești, Malik Mammad îi salvează pe copiii zeului Simurgh de un dragon. În schimb, Simurgh se hotărăște să îl ajute pe Malik Mammad.

### Irak
Într-o variantă irakiană, un rege cu trei fii, Ahmad, Mahmud și Muhammed, deține un copac cu flori frumoase, dar în ultima vreme îi dispar. Le ordonă fiilor săi să păzească pomul; doar cel mai tânăr descoperă vinovatul: un monstru uriaș, un marid. Povestea continuă cu cel de-al treilea prinț care coboară prin fântână, îl ucide pe marid și salvează o prințesă dintr-un palat subteran.

### Franța
Într-un basm francez din Poitou, Les pommes d'or (Merele de aur), un rege deține în frumoasa sa grădină un copac prețios cu fructe de aur, dar în fiecare noapte fructele sunt furate. El le ordonă fiilor săi să descopere vinovatul; cei doi fii mai mari se simt atât de speriați încât nu reușesc să facă de gardă noaptea. Doar cel mai tânăr află cine a fost hoțul: un leu uriaș, provenit dintr-o stâncă. Prințul și frații săi ridică stânca, și văd o groapă care duce sub pământ. Cel mai tânăr coboară și salvează trei fecioare de la răpitorii lor leonini, una din castelul de fier alb, a doua din castelul de argint și a treia din castelul de aur.